# جرارد گامبائو
جرارد گامبائو (انگلیسی: Gerard Gumbau؛ زادهٔ ۱۸ دسامبر ۱۹۹۴) بازیکن فوتبال اهل اسپانیا است که برای الچه سی اف بازی می‌کند. او عمدتاً یک هافبک میانی است ولی می‌تواند به عنوان هافبک دفاعی یا دفاع میانی نیز بازی کند.

## زندگی حرفه‌ای
گامبائو که در کمپلونگ، خیرونا، کاتالونیا به دنیا آمد و اولین بازی خود را برای بزرگسالان باشگاه فوتبال ژیرونا با ذخیره‌ها در فصل ۲۰۱۲–۱۳ در سگنا کاتالانا انجام داد.